# Governador romano
Governador romano era um senador ou cavaleiro romano que era responsável pelos impostos, a administração civil, a administração da justiça e o comando militar das províncias da República Romana e, mais tarde, do Império Romano.
O Estado romano era composto de duas partes: a Itália e as províncias. A primeira província romana foi a Sicília, conquistada após a Primeira Guerra Púnica (em 241 a.C.) e o senado decidiu que ela seria governada por um pretor. A segunda província foi a Sardenha, anexada em 235 a.C..
A organização da Sicília como província romana foi feita por P. Rupilius, auxiliado por dez legados. O governador era enviado, anualmente, por Roma, e era auxiliado por dois questores, e vários outros funcionários. O poder do governador incluía o jurisdictio, imperium e potestas, que ele podia delegar aos questores. A organização da Sicília pode ser usada como modelo para as demais províncias.
No final da República Romana, com o crescimento do número de províncias, Pompeu apresentou uma lei, Lex Pompeia de provinciis, regulando o intervalo de tempo entre o fim do exercício do cargo de pretores e cônsules em Roma, e quando estes poderiam exercer o mesmo cargo nas províncias. Ao mesmo tempo, ele foi eleito governador de várias províncias, que foram governadas por seus representantes, os legati (legados). Esta lei foi promulgada em 52 a.C., durante o consulado de Pompeu, como base em um Senatus Consulto do ano anterior, e estabelecia um intervalo de cinco anos entre o exercício de um magistrado na cidade e este pro-magistrado em uma província.